# Fayetteville Patriots
Fayetteville Patriots was een Amerikaanse basketbalclub uit Fayetteville die uitkwam in de NBA D-League van 2001 tot 2006.

## Geschiedenis
De club werd samen met de competitie opgericht in 2001. Nate Archibald werd aangesteld als eerste coach maar begin januari 2002 nam Jeff Capel II over daarna bleef Capel coach tot in 2004. Hierna nam Mike Brown over. In hun eerste seizoen eindigde de club als zevende. In hun tweede seizoen werden ze eerste na de reguliere competitie, maar de club verloor uiteindelijk in de finale van de Mobile Revelers. Tijdens de volgende seizoenen werd de club vierde (ze verloren van Asheville Altitude in de play-offs), vijfde en achtste. Na dit seizoen werd de club opgeheven, net als de Roanoke Dazzle.

## Erelijst
- NBDL Most Valuable Player Award: Devin Brown (2003)
- NBDL Rookie of the Year Award: Devin Brown (2003)
- All-NBDL First Team: Devin Brown (2003), Jason Collier (2004)
- All-NBDL Second Team: Omar Cook (2002, 2004, 2005), Terrell McIntyre (2002), Britton Johnsen (2004), Junie Sanders (2004), David Young (2005), Erik Daniels (2006)

## Resultaten
| Seizoen | Wins | Verlies | Play-offs    | Coach                        |
| ------- | ---- | ------- | ------------ | ---------------------------- |
| 2001/02 | 21   | 35      | –            | Nate Archibald Jeff Capel II |
| 2002/03 | 32   | 18      | Finale       | Jeff Capel II                |
| 2003/04 | 21   | 25      | Halve finale | Jeff Capel II                |
| 2004/05 | 17   | 31      | –            | Mike Brown                   |
| 2005/06 | 16   | 32      | –            | Mike Brown                   |

## Bekende (oud)-spelers
| - Ruben Boumtje-Boumtje - Alex Acker - Chris Andersen - Matt Barnes - Bryan Bracey | - Omar Cook - Antwain Smith |